# Grup Nós
El Grup Nós fou un grup d'intel·lectuals gallecs d'Ourense, coetanis de les Irmandades da Fala, que va conferir a la cultura gallega una altura intel·lectual que no havia tingut fins aleshores (primera meitat del segle XX).

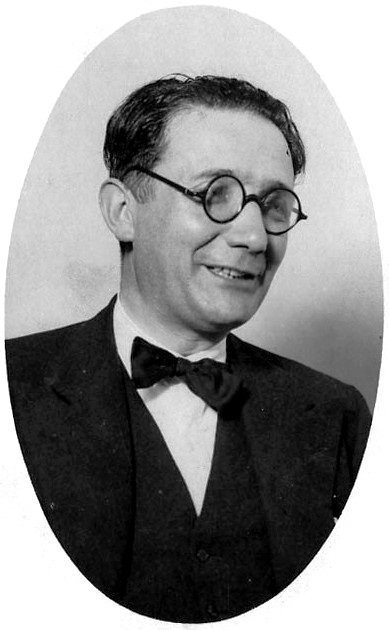
Castelao (1886-1950).

El Grup Nós, dit així pel títol de la revista que van publicar (Nós), estava compost, entre d'altres, per Vicente Risco, Ramón Otero Pedrayo i Florentino López Cuevillas, Ramón Cabanillas i Castelao. Es tracta dels representants d'una generació d'inadaptats que descobririen i s'acostarien a Galícia després d'un periple per cultures estranyes. De rigorosa formació intel·lectual, aquests homes van realitzar un valuós treball d'estudi i enfortiment de la cultura gallega. Amb ells, la prosa gallega sobrepassa el costumisme i el ruralisme i s'obrí a horitzons nous, més universals i, alhora, més arrelats a la cultura gallega. En 1920 sortia a Ourense el primer nombre de la revista Nós amb el subtítol de Revista mensual de la cultura gallega. Intervenen en aquesta empresa cultural Risco, Ramón Otero Pedrayo, Cuevillas, Cabanillas, Castelao...
Els components del grupo Nós van tenir una formació literària basada en el simbolisme francès i en la corrents de finals del XIX. Van evolucionar des d'un esteticisme evasiu, neoromàntic i cosmopolita (una miqueta snob) fins a un galleguisme universal. La seva presa de consciència quallarà en l'època de les Irmandades da Fala.

## Història

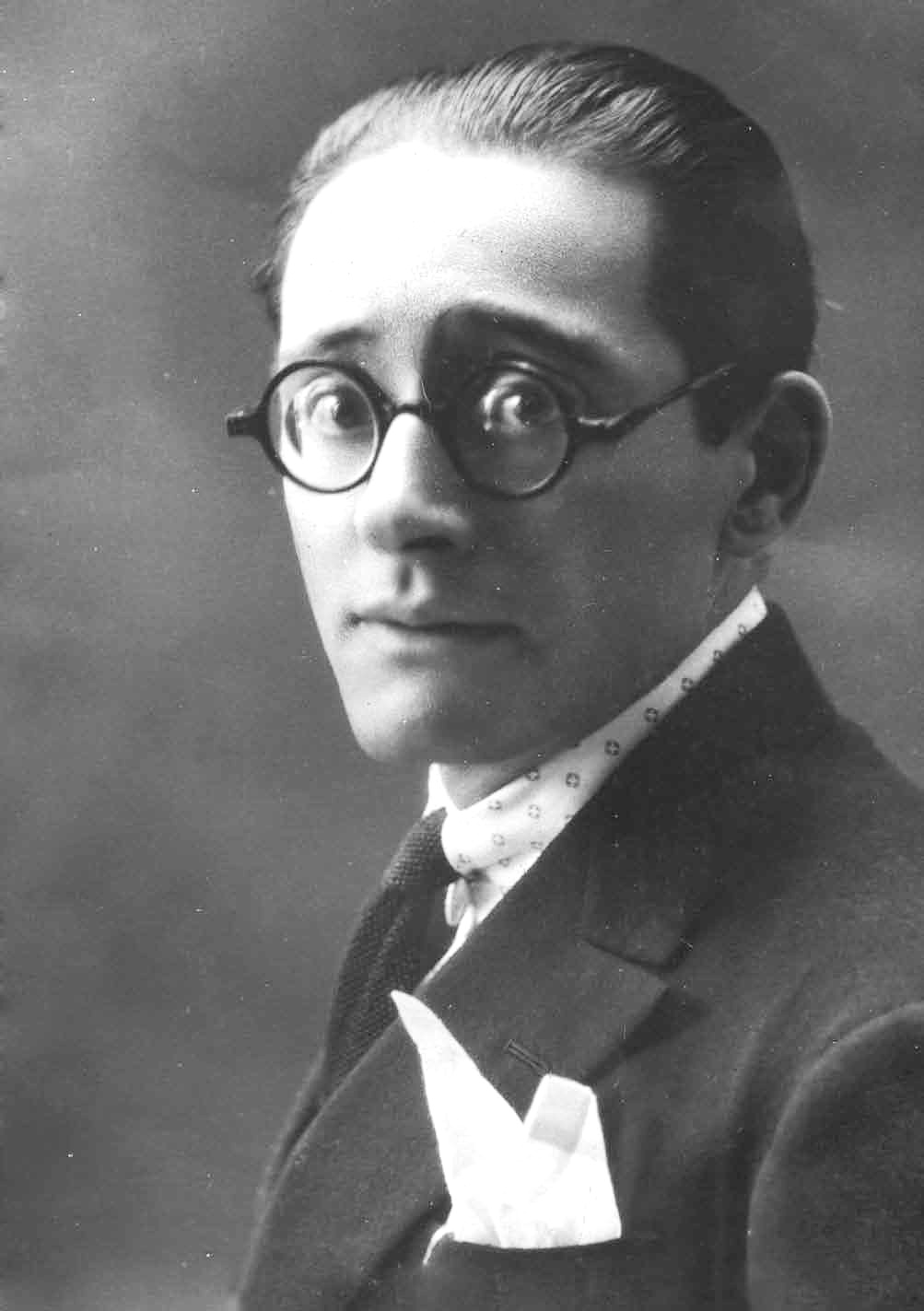
Vicente Risco (1884-1963).

El Grup Nós va ser creat el 20 d’octubre de 1920 a la ciutat d’Ourense. Al seu voltant va sorgir un grup d'autors literaris que, des de l'Assemblea de Monforte (1922), s'havien integrat completament a les estructures de les Irmandades da Fala. La revista que publicaven, Nós, va estar composta inicialment pels membres del Cenáculo ourensán (Vicente Risco, Ramón Otero Pedrayo i Florentino López Cuevillas) i Alfonso Daniel Rodríguez Castelao. Posteriorment, la revista anirà afegint la col·laboració de nous autors.
El primer número de la revista va començar amb les "Primeiras verbas" (Primers paraules), un article col·lectiu que mostrava alguns dels propòsits d'aquest grup generacional: la crida de la terra (Galícia), la dignificació de la cultura gallega, el caràcter universalista. Tots aquests trets estaran presents a les obres d’aquests escriptors.
La percepció ideològica dels homes del Grup Nós apareix perfectament reflectida en la novel·la de Ramón Otero Pedrayo Arredor de si (1930) i en l'assaig de Vicente Risco Nós, os inadaptados (1930). Els escriptors d’aquest grup (excepte Castelao) parteixen d’una manca total d’adhesió de les seves arrels, derivada de la recerca del cosmopolitisme. Tanmateix, a mesura que avança el temps, de les experiències que funcionaran com a catarsi, entendran la importància de la seva pròpia cultura, ja que aquesta és la que distingeix uns individus dels altres (conceben l’enxebrisme com la pròpia manera de ser de Galícia). Amb tot arribaran a la conclusió que només es pot ser universal si et bases en l'allò propi i acceptaran el galleguisme com a doctrina ideològica.
D'altra banda, aquest grup d'autors presenta un problema particular pel que fa a la seva denominació. A De Pondal a Novoneyra (1984), Xosé Luís Méndez Ferrín es refereix a ell com a grup generacional. S'ha identificat al Grup Nós, com a generació Nós i, fins i tot, Anxo Tarrío parla d’una època Nós.

## Característiques

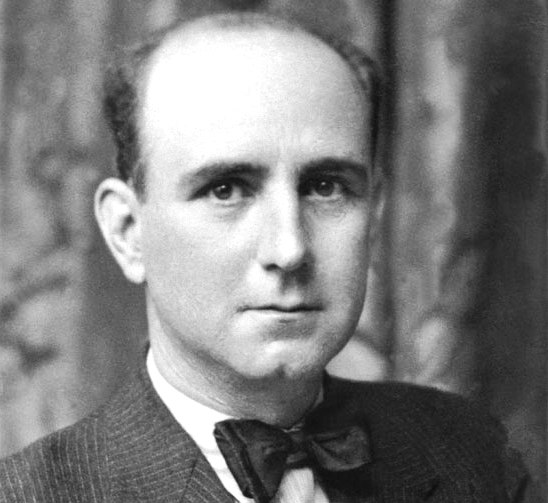
Florentino López Cuevillas (1886-1958).

A partir de les teories de Ptersen i d'Ortega y Gasset, es pot dir que el Grup Nós és una generació literària, basada en les següents característiques:
- Les dates de naixement dels escriptors s'han d'encabir dins d'un període màxim de 15 anys: tots els autors de Nós naixeran a la dècada de 1880, cosa que els farà compartir una sèrie d’elements i preocupacions comunes. A més, s'uneixen en la vida cultural.
- Igualtat dels elements formatius: tots tenen estudis universitaris.
- Existència del tracte personal entre els escriptors: en el cas de Nós, tant és així, que pertanyen tots a les Irmandades da Fala i col·laboren en les mateixes revistes i diaris, així com al Seminari d'Estudis Gallecs.
- Els escriptors han de ser motors d’una nova forma d’expressió: en aquest cas estem parlant dels renovadors de la prosa gallega i dels creadors de l’ideal que el gallec és vàlid per a qualsevol ús.
- Ruptura amb les generacions anteriors: els homes de Nós van trencar amb la literatura d'inspiració decimonònica del segle xix i van posar el sistema literari gallec al l'alçada dels europeus.

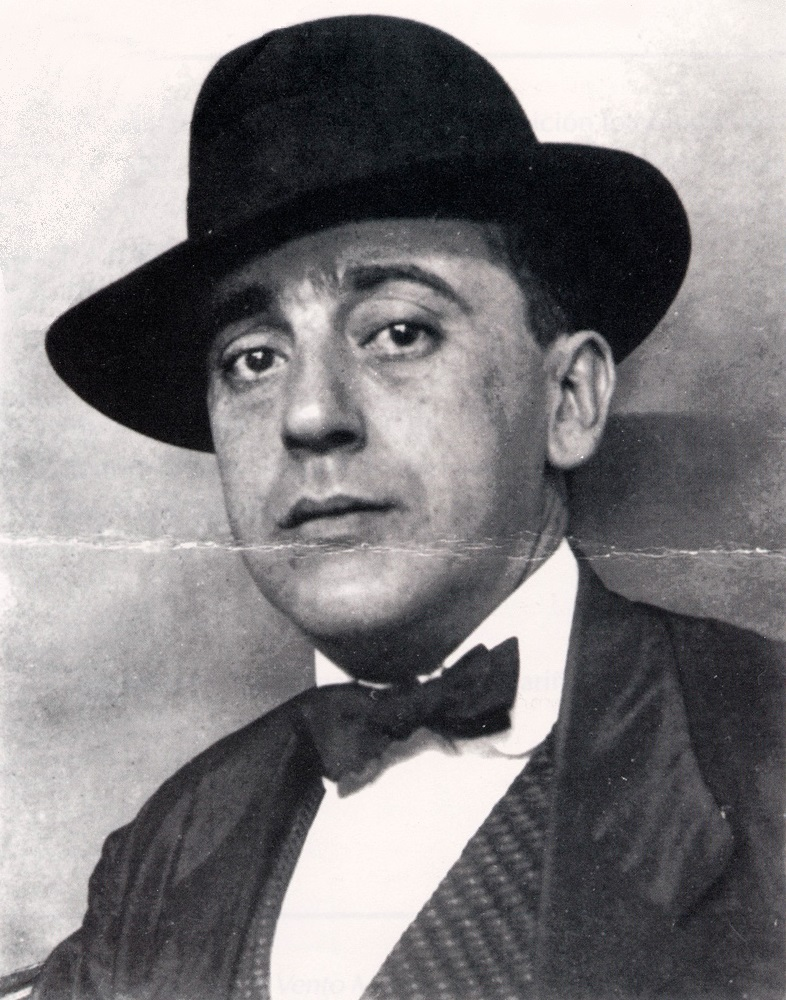
Ramón Cabanillas (1876-1959).

A part d'aquestes característiques, hi ha altres elements comuns d'aquest grup que els identifiquen:
- Síntesi de tradicionalisme i progressisme.
- Formació intel·lectual rigorosa.
- Vocació estilística.
- Vocació pedagògica, que encaixa amb els objectius educatius de les Irmandades da Fala.

Tanmateix, i malgrat totes les característiques que els uneixen, encara hi ha estudiosos que són reticents en considerar el Grup Nós com una generació literària. La raó és la presència dins del grup de Castelao. Castelao és l'únic de tots aquests escriptors que no prové ni de la petita noblesa gallega ni de la burgesia, per la qual cosa seria (segons alguns autors) aquest autor partiria d'un cert desavantatge formatiu en comparació amb els seus companys. A més, Castelao és l'únic membre d'aquest grup no és parteix d'una desvinculació total de la cultura gallega.
No obstant això, ja sigui Nós un grup o una generació, no es pot obviar que es tracta d'un grup d'intel·lectuals d'importància vital dins la literatura gallega contemporània, ja que (entre altres coses) van renovar la prosa gallega, van ampliar el nombre de gèneres literaris expressats en gallec i van influenciar els autors de la Generació del 1925 i la Generació del 1936.